# صربستان بزرگ

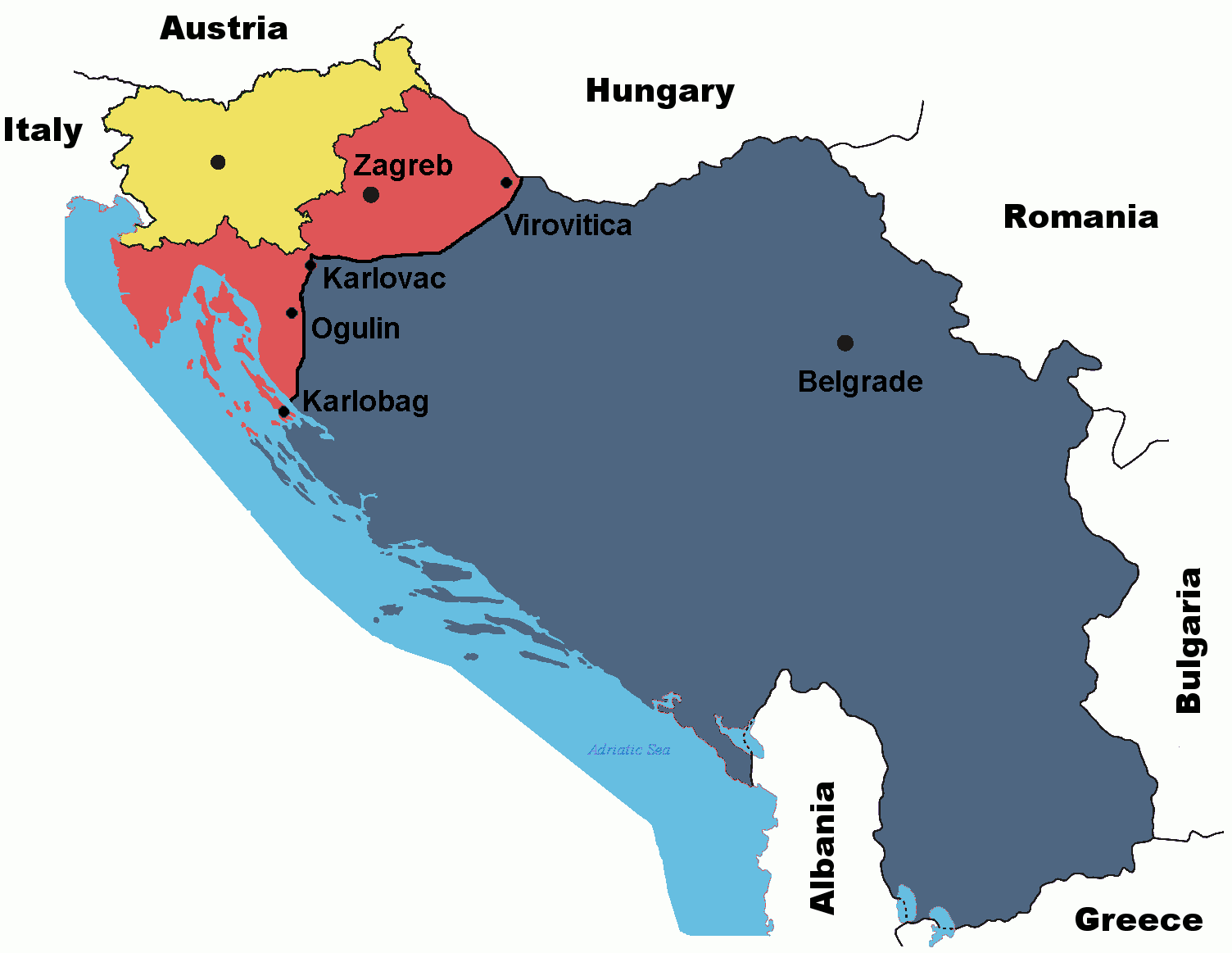
مناطق مورد ادعای صربستان بزرگ (زرد و قرمز)

صربستان بزرگ (به صربی:Велика Србија) ایدئولوژی ملی‌گرایانه صرب‌ها بود که براساس آن بایستی تمامی سرزمین‌های صرب‌نشین در زیر پرچمی مشترک جمع می‌شدند. این ایدئولوژی ملی‌گرایانه نیز ریشه در قرن نوزدهم میلادی داشت.
سرزمین‌های مورد ادعا در این ایدئولوژی، بخشهایی از کشورهای مدرن کروآسی، بوسنی و هرزگوین، مونته‌نگرو و جمهوری مقدونیه را شامل می‌شود. به عقیده برخی از پژوهشگران، علاوه بر نواحی ذکر شده، صربستان بزرگ شامل بخشهایی از آلبانی، بلغارستان، مجارستان و رومانی نیز می‌شود. منشأ و الگوی صربستان بزرگ از قلمرو امپراتوری صربستان در قرن ۱۴ میلادی گرفته شده است.